# Hamilton Bulldogs

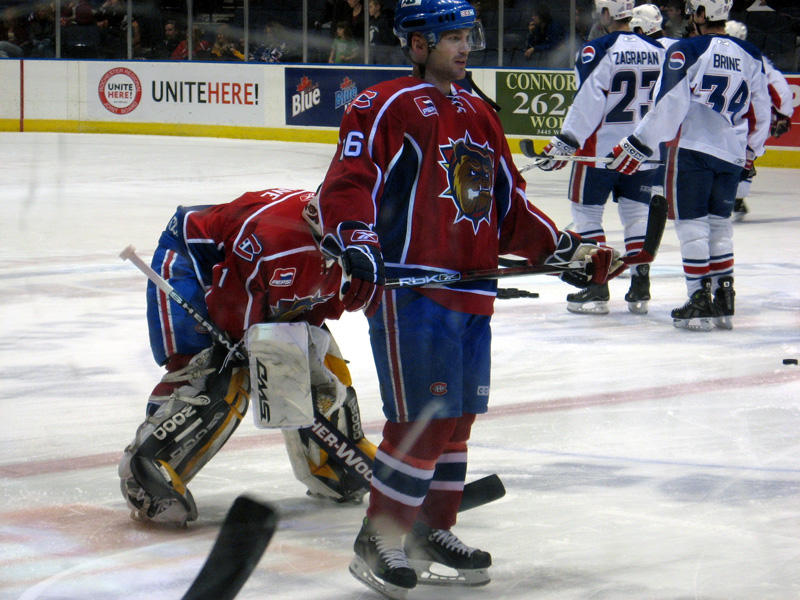
Bývalý hráč Bulldogs - kanadský obránce Andre Benoit

Hamilton Bulldogs byl profesionální kanadský klub ledního hokeje, který sídlil v Hamiltonu v provincii Ontariu. Své domácí zápasy hráli "Buldoci" v tamní aréně Copps Coliseum. Klub nastupoval v soutěži od roku 1996, kdy v ní nahradil Cape Breton Oilers (1988-96).
Hamilton byl původně záložním celkem klubu NHL Edmonton Oilers, ale v roce 2003 spolupráci kluby ukončily. Od roku 2002 byl celek rezervou Montreal Canadiens (v sezoně 2002/03 byl tým farmou obou mužstev). Tým se hned ve své první sezoně 1996/97 dostal do finále Calder Cupu, kde však prohrál s Hershey Bears 4:1 na zápasy. O šest let později s Houston Aeros Buldoci podlehli ve finále 3:4, během této série byl sehrán nejdelší zápas historie AHL - ten až po 14 minutách a 56 sekundách devátého prodloužení rozhodl gólem na 2:1 hamiltonský Michael Ryder. Kýžené trofeje pro vítěze AHL se Buldoci dočkali v roce 2007.
V letech 1992-94 hrával na stejném stadionu i bývalý klub AHL Hamilton Canucks. V roce 2015 se Canadiens domluvili na spolupráci s St. John's IceCaps a Bulldogs ukončili činnost.

## Úspěchy klubu
- Vítěz AHL - 1x (2006/07)
- Vítěz základní části - 1x (2002/03)
- Vítěz západní konference - 3x (1996/97, 2002/03, 2006/07)
- Vítěz divize - 3x (2002/03, 2003/04, 2010/11)

## Výsledky

### Základní část
Zdroj: 
| Sezona  | Zápasy | Výhry | Prohry | Remízy | Prohry(pr.) | Prohry(s.n.) | Body | Góly vstřelené | Góly inkasované | Umístění v divizi |
| ------- | ------ | ----- | ------ | ------ | ----------- | ------------ | ---- | -------------- | --------------- | ----------------- |
| 1996/97 | 80     | 28    | 39     | 9      | 4           | —            | 69   | 220            | 276             | 3. v Kanadské     |
| 1997/98 | 80     | 36    | 22     | 17     | 5           | —            | 94   | 264            | 242             | 2. v Empire State |
| 1998/99 | 80     | 40    | 29     | 7      | 4           | —            | 91   | 229            | 206             | 3. v Empire State |
| 1999/00 | 80     | 27    | 34     | 13     | 6           | —            | 73   | 225            | 262             | 3. v Empire State |
| 2000/01 | 80     | 28    | 41     | 6      | 5           | —            | 67   | 227            | 281             | 4. v Kanadské     |
| 2001/02 | 80     | 37    | 30     | 10     | 3           | —            | 87   | 247            | 205             | 2. v Kanadské     |
| 2002/03 | 80     | 49    | 19     | 8      | 4           | —            | 110  | 279            | 191             | 1. v Kanadské     |
| 2003/04 | 80     | 41    | 25     | 10     | 4           | —            | 96   | 235            | 191             | 1. v Severní      |
| 2004/05 | 80     | 38    | 29     | —      | 6           | 7            | 89   | 225            | 210             | 4. v Severní      |
| 2005/06 | 80     | 35    | 41     | —      | 0           | 4            | 74   | 225            | 251             | 6. v Severní      |
| 2006/07 | 80     | 43    | 28     | —      | 3           | 6            | 95   | 243            | 208             | 3. v Severní      |
| 2007/08 | 80     | 36    | 34     | —      | 3           | 7            | 82   | 208            | 235             | 4. v Severní      |
| 2008/09 | 80     | 49    | 27     | —      | 4           | 0            | 102  | 263            | 201             | 2. v Severní      |
| 2009/10 | 80     | 52    | 17     | —      | 3           | 8            | 115  | 271            | 182             | 1. v Severní      |
| 2010/11 | 80     | 44    | 27     | —      | 2           | 7            | 95   | 229            | 192             | 1. v Severní      |
| 2011/12 | 76     | 34    | 35     | —      | 2           | 5            | 75   | 185            | 226             | 5. v Severní      |
| 2012/13 | 76     | 29    | 41     | —      | 1           | 5            | 64   | 159            | 228             | 5. v Západní      |
| 2013/14 | 76     | 33    | 35     | —      | 1           | 7            | 74   | 182            | 224             | 5. v Severní      |
| 2014/15 | 76     | 34    | 29     | —      | 12          | 1            | 81   | 201            | 208             | 3. v Severní      |

### Play-off
Zdroj: 
| Sezona  | 1. kolo                    | 2. kolo                    | Finále konference          | Finále Calder Cupu         |
| ------- | -------------------------- | -------------------------- | -------------------------- | -------------------------- |
| 1996/97 | postup, 3–2, Saint John    | postup, 4–3, St. John's    | postup, 4–1, Albany        | Finále AHL, 1–4, Hershey   |
| 1997/98 | postup, 3–2, Syracuse      | porážka, 0–4, Albany       | —                          | —                          |
| 1998/99 | postup, 3–2, Albany        | porážka, 2–4, Rochester    | —                          | —                          |
| 1999/00 | postup, 3–1, Syracuse      | porážka, 2–4, Rochester    | —                          | —                          |
| 2000/01 | mužstvo se nekvalifikovalo | mužstvo se nekvalifikovalo | mužstvo se nekvalifikovalo | mužstvo se nekvalifikovalo |
| 2001/02 | postup, 3–0, Quebec        | postup, 4–1, Hartford      | porážka, 3–4, Bridgeport   | —                          |
| 2002/03 | postup, 3–1, Springfield   | postup, 4–3, Manitoba      | postup, 4–1, Binghamton    | Finále AHL, 3–4, Houston   |
| 2003/04 | postup, 4–2, Cleveland     | porážka, 0–4, Rochester    | —                          | —                          |
| 2004/05 | porážka, 0–4, Rochester    | —                          | —                          | —                          |
| 2005/06 | mužstvo se nekvalifikovalo | mužstvo se nekvalifikovalo | mužstvo se nekvalifikovalo | mužstvo se nekvalifikovalo |
| 2006/07 | postup, 4–2, Rochester     | postup, 4–2, Manitoba      | postup, 4–1, Chicago       | Vítěz AHL, 4–1, Hershey    |
| 2007/08 | mužstvo se nekvalifikovalo | mužstvo se nekvalifikovalo | mužstvo se nekvalifikovalo | mužstvo se nekvalifikovalo |
| 2008/09 | porážka, 2–4, Grand Rapids | —                          | —                          | —                          |
| 2009/10 | postup, 4–2, Manitoba      | postup 4–2, Abbotsford     | porážka, 3–4, Texas        | —                          |
| 2010/11 | postup, 4–2, Oklahoma City | postup, 4–3, Manitoba      | porážka, 3–4, Houston      | —                          |
| 2011/12 | mužstvo se nekvalifikovalo | mužstvo se nekvalifikovalo | mužstvo se nekvalifikovalo | mužstvo se nekvalifikovalo |
| 2012/13 | mužstvo se nekvalifikovalo | mužstvo se nekvalifikovalo | mužstvo se nekvalifikovalo | mužstvo se nekvalifikovalo |
| 2013/14 | mužstvo se nekvalifikovalo | mužstvo se nekvalifikovalo | mužstvo se nekvalifikovalo | mužstvo se nekvalifikovalo |
| 2014/15 | mužstvo se nekvalifikovalo | mužstvo se nekvalifikovalo | mužstvo se nekvalifikovalo | mužstvo se nekvalifikovalo |

## Klubové rekordy

### Za sezónu
Góly: 39, Paul Healey (2000/01)
Asistence: 52, Daniel Cleary (1999/2000)
Body:78, David Desharnais (2009/10)
Trestné minuty: 522, Dennis Bonvie (1996/97)
Průměr obdržených branek: 1.89, Drew MacIntyre (2010/11)
Procento úspěšnosti zákroků: .938, Drew MacIntyre (2010/11)

### Celkové
Góly: 85, Corey Locke
Asistence: 144, Corey Locke
Body: 229, Corey Locke
Trestné minuty: 817, Dennis Bonvie
Čistá konta: 11, Jaroslav Halák
Vychytaná vítězství: 81, Yann Danis
Odehrané zápasy: 486, Alex Henry